# Шарл II Анжуйски
Шарл II Анжуйски, наричан Куция, е крал на Неапол и Сицилия, титулуван крал на Йерусалим, княз на Салерно, граф на Прованс.

## Произход
Син е на Шарл I Анжуйски (* 1227, † 1285), основател на Анжу-Сицилианския дом на Анжуйската династия, крал на Сицилия (от 1266 г.), крал на Йерусалим (1277), граф на Анжу и на Мен (1246 – 1285), граф на Прованс (1246 – 1267) заедно с Беатрис Прованска, княз на Таранто (1266 – 1285), херцог на Драч (от 1267), княз на Ахея (1278 – 1285), крал на Албания (от 1272), княз на Морея (от 1278), и на съпругата му Беатрис Прованска (* 1229, † 1267), най-малката дъщеря на графа на Прованс Раймон Беренгер IV и на Беатрис Савойска.

## Биография

### Младежки години
През 1270 г. Шарл се жени за 12-годишната Мария Арпад, унгарска принцеса, дъщеря на унгарския крал Ищван V и на куманката Елизабет, сестра на унгарския крал Ласло IV (1272 – 1290), на сръбските кралици Елизабет и Каталина и на византийската императрица Анна.

### Плен и управление
През 1284 г. е Шарл II попада в плен на Педро III, крал на Арагон, в морска битка при Неапол. Нито булите за отлъчване на Мартин IV, нито кампанията на французите могат да принудят Педро III да освободи Шарл. Едва през 1288 г. Хайме II, след смъртта на Педро III, наследява Сицилия и връща на Шарл свободата му, срещу заложници и 30 хил. сребърни марки. Шарл отива при новия папа Николай IV, който незабавно го освобождава от всички клетви към Хайме, коронясва го за крал на Сицилия през 1289 г. и отлъчва крал Алфонсо III Арагонски.
Новият папа Бонифаций VIII, избран през 1294 г. в Неапол под егидата на крал Шарл II, става посредник между него и Хайме, в резултат на което в Анани е подписано споразумение. Според него Хайме трябва да се ожени за дъщерята на Шарл, Бланка, и получава правото да инвестира в Сардиния и Корсика, като се ангажира да даде на Анжу свобода на действие в Сицилия. Хайме II също едновременно с това призовава по-малкия си брат Федерико II да управлява Сицилия. В резултат войната продължава. Шарл помага на папата, но синът му Филип I Тарантски е пленен в битката при Ла Фалконара през 1299 година. През 1302 г. в Калтабелота е сключен мирен договор. Шарл се отказва от правата си на Сицилия и се съгласява на брака на дъщеря си Елеонора и крал Федерико II. Договорът е ратифициран от папата през 1303 година.
Шарл прекара последните си години тихо в Неапол, разкрасявайки и укрепвайки града. Умира през май 1309 г. и е наследен от сина му Робер Мъдри.

## Брак и потомство
∞ 1270 за 12-годишната Мария Арпад (* 1257; † 5 март 1323), унгарска принцеса, дъщеря на унгарския крал Ищван V и на куманката Елизабет, сестра на унгарския крал Ласло IV (1272 – 1290), на сръбските кралици Елизабет и Каталина и на византийската императрица Анна, от която има 14 деца:
- Карл Мартел Анжуйски (* 8 септември 1271, Неапол;† 19 август 1295, Неапол), принц на Салерно и титулярен крал на Унгария; ∞ 8 януари 1281 за Клеменция Хабсбургска, дъщеря на император Рудолф I, от която има три деца
- Маргарита Анжуйска (* 1273, † 31 декември1299); ∞ 1290 за Шарл, принц на Франция и граф на Валоа, от 1290 г. графиня на Анжу и Мен. Родоначалничка на кралската династия Валоа, която царува във Франция от 1328 до 1589 г.
- Св. Луи Тулузки (* 9 февруари 1274, Ночера де Пагани; † 18 август 1298, замък Бриньол), епископ на Тулуза, светец от 1317 г.
- Робер I Анжуйски Мъдрия (* 1276, Торе Сант Еразмо; † 20 януари 1343, Неапол), крал на Неапол, Херцог на Калабрия, принц на Салерно и Капуа, граф на Прованс и Форкалкие, титулярен крал на Йерусалим и Сицилия, ∞ 1. 23 март 1297 за Йоланда Арагонска (* 1273, † 1303), дъщеря на Педро III, крал на Арагон (от 1276) и Сицилия (от 1282), и на Костанца фон Хоенщауфен, от която има двама сина: 2. за Санча Майоркска (* 1285, † 28 юли 1345), принцеса от Арагонския дом, дъщеря на Хайме II, крал на Майорка (1243 – 1311), от която няма деца. Има и три извънбрачни деца.
- Филип I от Таранто (* 10 ноември 1278, † 23 декември 1331, Неапол), принц на Таранто; чрез втори брак княз на Ахея, деспот на Епир и титулярен император на Латинската Константинополска империя; ∞ 1. 1294 за Тамара Ангелина Комнина, дъщеря на деспота на Епир Никифор I, от която има шест деца 2. за 1313 за Катерина II дьо Валоа-Кортене, титулярна императрица на Константинопол, от която има четири деца
- Раймон Беренгер (* 1280, † октомври 1307), граф на Андрия, граф на Прованс и господар на Пиемонт от 1304 г., ∞ за Беатрис Капе дьо Бо, принцеса на Арбореа
- Елеонора Анжуйска (* август 1289; † 9 август 1341, Манастир „Сан Николò л'Арена“, Николози), чрез брак кралица на Сицилия, ∞ 13 август 1302 за Федерико II Сицилиански, крал на Тринакрия, от когото има девет деца
- Бланка Анжуйска (* ок. 1284; † 14 октомври 1310, Барселона), кралица на Арагон, ∞ 29 октомври 1295 във Виларбертран за Хайме II, крал на Арагон, от когото има десет деца
- Тристан (* ок. 1284, † 1288)
- Галеацо (* ок. 1286, † сл. 1308), свещеник
- Мария Анжуйска (* ок. 1290, † 1346/47), кралица на Майорка, ∞ 1. 9 февруари 1304 с представител за Санчо I Арагонски, крал на Майорка 2. 1326 за Джакомо II Арагонски, барон на Ксерица
- Петър Анжуйски, нар. Темпеста (* 1291, † 29 август 1315 в битката при Монтекатини), граф на Гравина, бездетен
- Жан Анжуйски (* 1294, † 1336), херцог на Дуръс, княз на Ахея, пфалцгарф на Кефалония и Закинтос, граф на Гравина и на Алба. Основаната от него линия на Анжуйската династия (линия Анжу-Дуръс) управлява Неапол в периода 1382 – 1435 г. в лицето на кралете Шарл III Анжуйски Малкия, Ладислав Анжуйски и Джована II. ∞ 1.∞ март 1318 за Матилда д’Ено (* 1293, † 1331), принцеса на Ахея, от която няма деца и бракът е анулиран 2. ∞ 14 ноември 1321 за Агнес от Перигор († 1345), дъщеря на Ели VII, граф на Перигор, Брунисенда дьо Фоа, и от която има четирима сина.
- Беатрис Анжуйска (* 1295, † 1321, Андрия), с брак господарка на Ферара; ∞ 1. 1305 за Ацо VIII д'Есте, господар на Ферара, от когото няма деца 2. 1309 за Бертран III дьо Бо, господар на Бер, граф на Монтескальозо и Скуилаче, давайки му като зестра Графство Андрия, от когото няма деца.

Шарл II има двама извънбрачни сина:
- Галеацо († 1300)
- Тристан († 1304)

- Децата на Шарл II
- Карл Мартел Анжуйски, худ. Антони Бойс
- Св. Луи Тулузски, худ. Пиеро дела Франческа
- Луи Тулузки коронова брат си Робер за крал на Неапол, худ. Симоне Мартини
- крал Робер Анжуйски 
/детайл/
- детайл от миниатюра с Филип Тарантски
- Надгробие на Бланка Анжуйска, кралица на Арагон
- Елеонора Анжуйска